# Протеобактерии
Псевдомонадота (лат. Pseudomonadota) — переименовано в 2021 г —  наиболее многочисленная группа бактерий — 1534 вида или примерно треть от всех известных видов бактерий.
Протеобактерии являются наиболее обширным, сложным и разнообразным типом бактерий среди прокариотических организмов. Это грамотрицательные бактерии с клеточной стенкой, образованной в основном из липополисахаридов. 
Они присутствуют у людей в коже, ротовой полости, языке и влагалищном тракте, а также в кишечнике и стуле. Протеобактерии являются одним из наиболее распространенных типов микробиоты кишечника человека. 
Во время кишечных и внекишечных заболеваниях, главным образом с воспалительным фенотипом, увеличиваются нормальные пропорции бактерий этого типа по отношению к другим (Bacteroidetes и Firmicutes).
В группу входят самые разные патогены, такие как : Brucella и риккетсия принадлежащий к классу Alphaproteobacteria, Bordetella и Neisseria класса бетапротеобактерий, этерихия, Shigella, сальмонелла и Yersinia класса Gammaproteobacteria и, наконец,, Helicobacter класса эпсилонпротеобактерии.
Помимо патогенов, тип протеобактерий включает мутуалистические виды, такие как облигатные эндосимбионты насекомых, включая роды: Buchnera, Blochmannia, Hamiltonella, Riesia, Sodalis и Wigglesworthia.
Последние исследования протеобактерий показали, что протеобактерии симбионта произошли в большинстве случаев от предков-паразитов, что подтверждает с теорию, согласно которой бактериальные мутуалисты часто эволюционируют от патогенов.
Протеобактерии является весьма неоднородной группой, в эту группу включены как симбионты эукариот, так и большое число патогенных и условно-патогенных микроорганизмов, фото- и хемотрофные виды бактерий, как автотрофы, так и гетеротрофы.
Все протеобактерии грамотрицательны, внешняя мембрана построена из липополисахарида. Группа включает как облигатно, так и факультативно аэробные и анаэробные бактерии. Также отличны типы движения, в группу входят как бактерии, имеющие жгутики, так и неподвижные бактерии и бактерии, имеющие т. н. «скользящий» тип движения.
Морфологически группа также неоднородна: сюда входят и палочковидные бактерии, и кокки, и спиралевидные бактерии.
Карл Вёзе выделил эту группу в 1987 году и шутливо назвал её «пурпурные бактерии и их родственники». Группа была выделена на основании анализа нуклеотидных последовательностей 16S рРНК, названа в честь древнегреческого бога Протея, умевшего менять форму по собственному желанию (в названии протеобактерий отражено большое разнообразие биохимических, физиологических и морфологических свойств, присущих этой группе).
На основании правил номенклатуры бактерий, таксон протеобактерии является нелегитимным ввиду отсутствия определённого типового нижнего таксона.

## Таксономия
Протеобактерии делятся на классы, обозначенные буквами греческого алфавита: Alpha-, Beta-, Gamma-, Delta- и Epsilonproteobacteria. Деление на классы также произведено на основании анализа 16S рРНК. Классы альфа-, бета-, дельта- и эпсилон-протеобактерий являются монофилетическими. Род Acidithiobacillus из класса Gammaproteobacteria был перенесён в класс Acidithiobacillia в 2013. Согласно последним данным, этот род парафилетичен по отношению к бета-протеобактериям. Относительно недавно был описан шестой класс — зета-протеобактерии (Zetaproteobacteria), представителем которого пока является единственный вид (выделенный в чистой культуре) — Mariprofundus ferrooxydans, железоокисляющий нейтрофильный хемолитоавтотроф, впервые обнаруженный около вулкана Лоихи в 1996 году.

### Альфа-протеобактерии

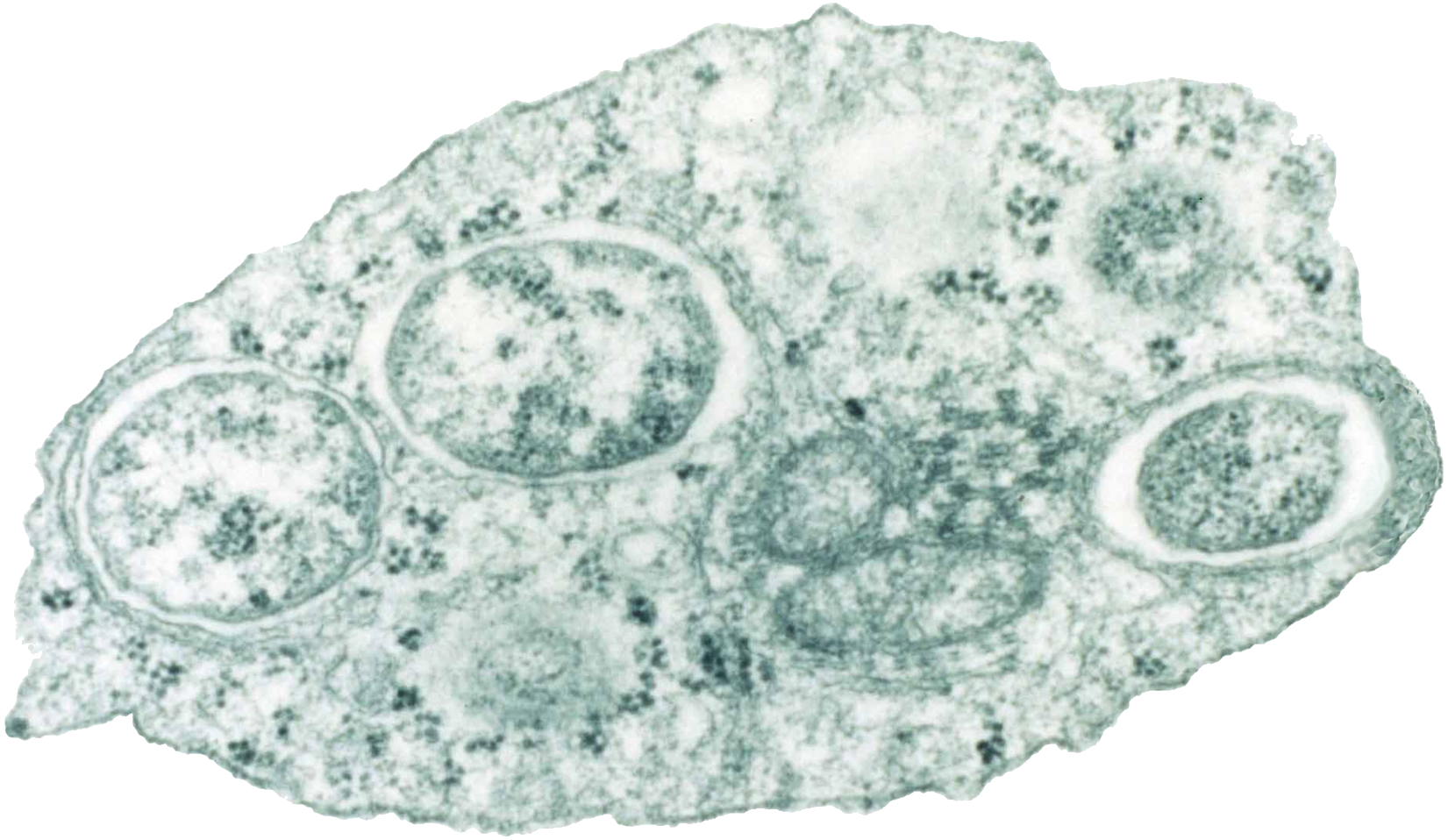
Wolbachia

В класс альфа-протеобактерии включено большое количество фототрофов, также он включает симбионтов эукариот (Rhizobium), облигатных внутриклеточных паразитов (риккетсии, вольбахии), уксуснокислых бактерий (Acetobacter, Gluconacetobacter), бактерий, способных к спиртовому брожению (Zymomonas mobilis), метилотрофов (Methylobacteriaceae). Предположительный предок митохондрий также происходит из этой группы.

### Бета-протеобактерии

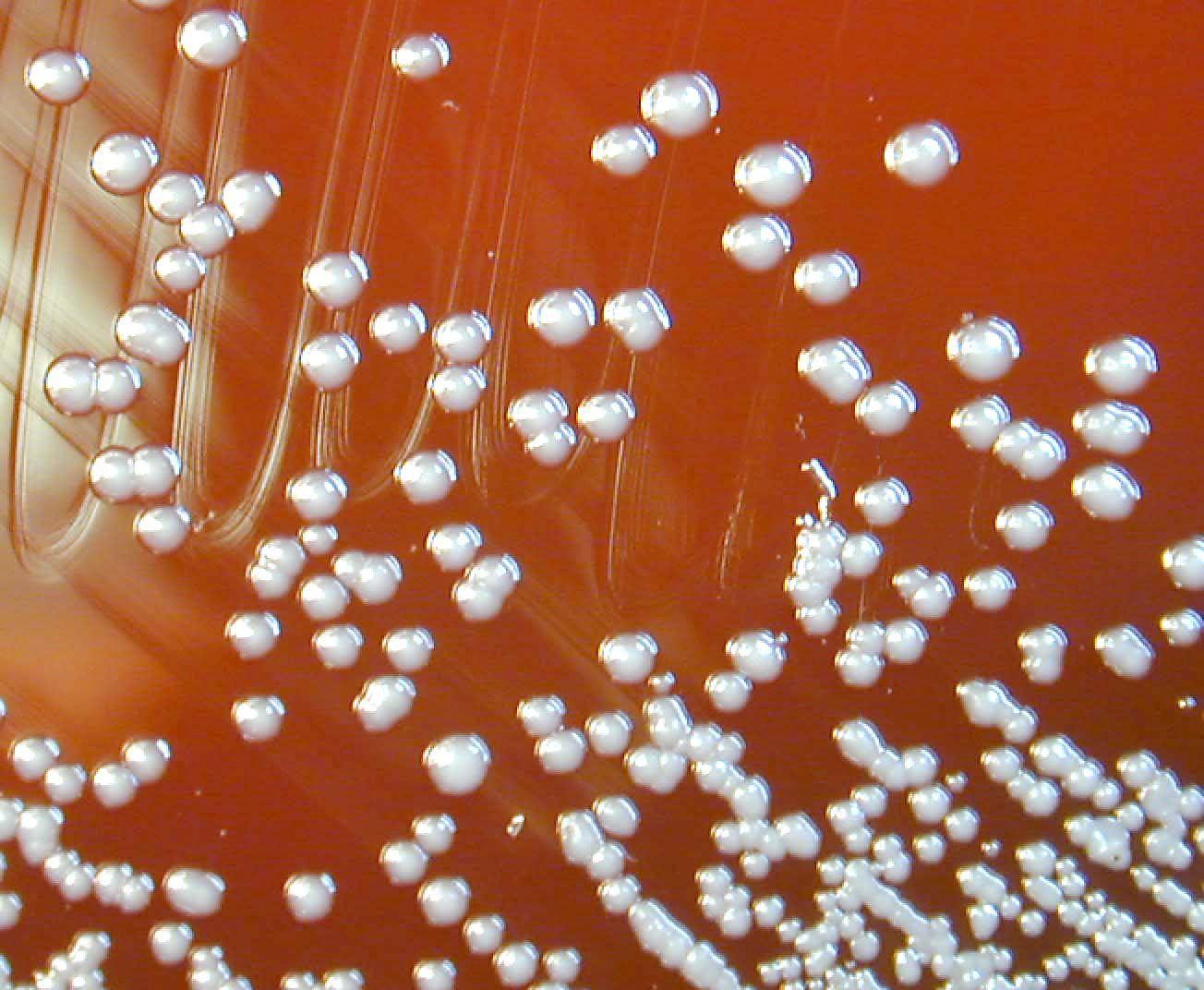
Колонии Burkholderia pseudomallei

В этот класс входят аэробные и факультативно-анаэробные бактерии. Сюда входят и хемоорганогетеротрофы, и хемолитоавтотрофы (например, нитрификаторы I стадии Nitrosomonadaceae, тионовые бактерии Thiobacillus), фототрофные роды (Rhodocyclus и Rubrivivax). Также в эту группу включены возбудители инфекций: Burkholderia mallei (возбудитель сапа) и Burkholderia pseudomallei (возбудитель мелиоидоза), Bordetella pertussis (возбудитель коклюша) и род Neisseria (возбудители менингита и гонореи).

### Гамма-протеобактерии

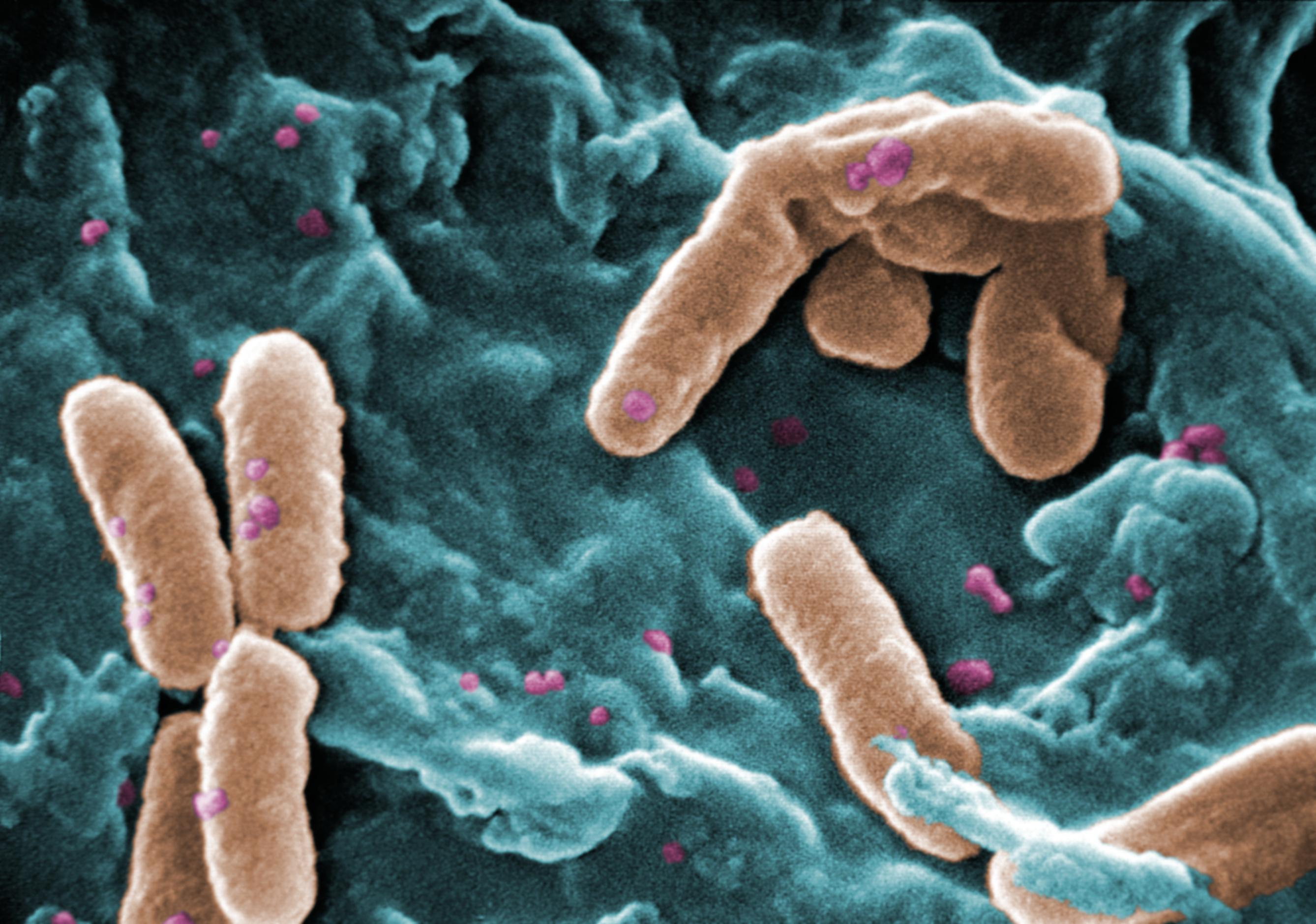
Pseudomonas aeruginosa

В этот класс входят как фототрофные бактерии (например, Chromatium — пурпурные серные аноксигенные бактерии), метанотрофы (например, Methylococcus capsulatus), так и бактерии, важные с клинической и научной точки зрения — семейства Enterobacteriaceae, Vibrionaceae, Pseudomonadaceae, Francisellaceae, Legionellaceae и Pasteurellaceae. В эту группу входят такие возбудители особо опасных инфекций: Yersinia pestis, Francisella tularensis, Haemophilus influenzae, Legionella pneumophila и Vibrio cholerae, а также такой важный с научной точки зрения модельный организм, как Escherichia coli.

### Дельта-протеобактерии

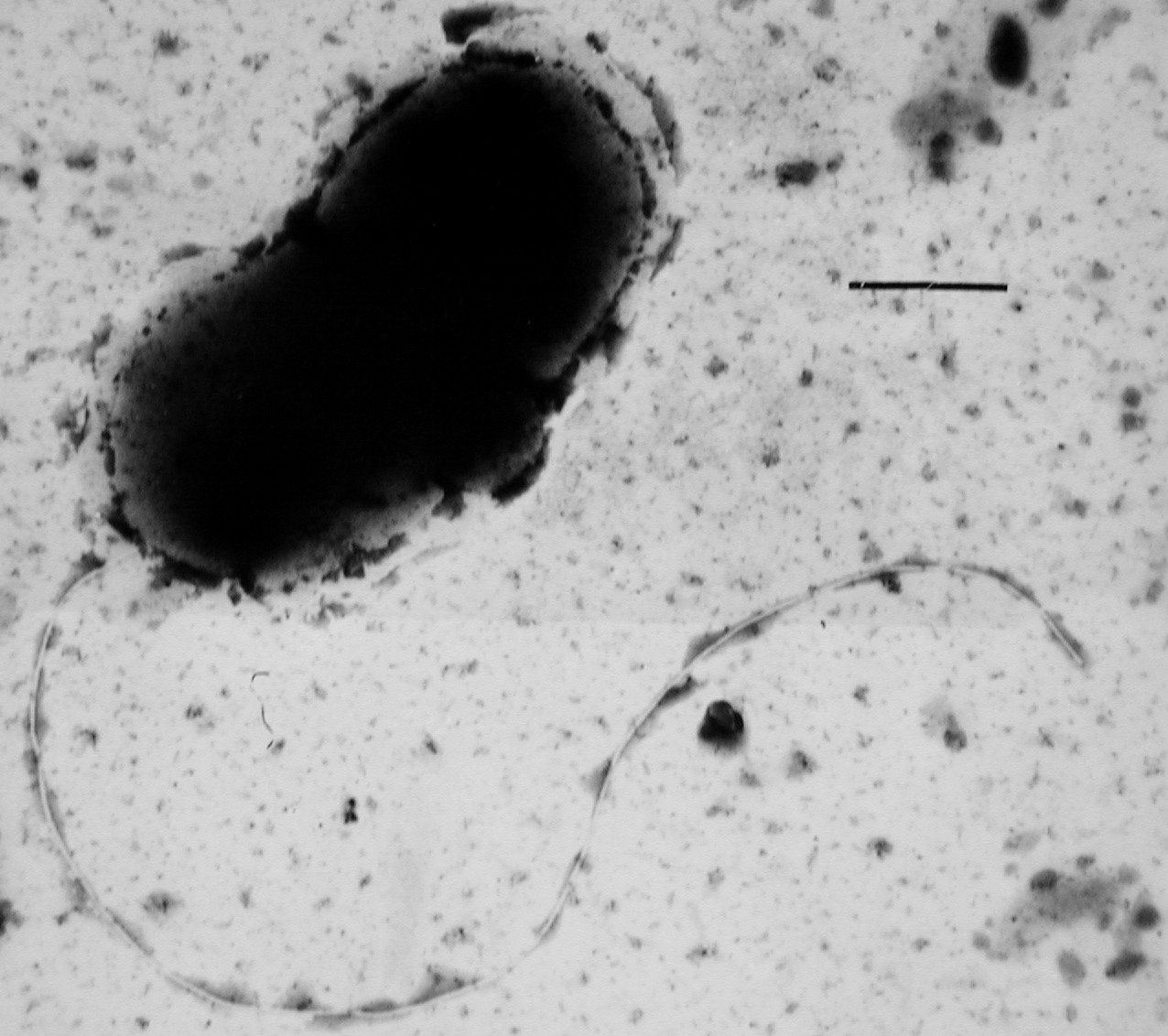
Desulfovibrio vulgaris, ТЭМ

Эта группа включает такие известные бактерии, как способные к скользящему движению и образующие многоклеточные плодовые тела миксобактерии, так и известные сульфат-редуцирующие бактерии (Desulfovibrio, Desulfobacter, Desulfococcus, Desulfonema) и серобактерии (Desulfuromonas). Сюда также входят анаэробные железобактерии (Geobacter). Сюда также входят известные бактерии-хищники рода Bdellovibrio, облигатные внутриклеточные бактерии рода Lawsonia, хемолитотрофы рода Hippea, способные использовать серу и водород в качестве источника энергии. В класс входят как аэробные, так и анаэробные бактерии, факультативные анаэробы не известны в этом классе. Большинство анаэробов способно использовать неорганические акцепторы электрона, осуществляя таким образом анаэробное дыхание. Представители класса играют важную роль в круговороте элементов в природе.

### Эпсилон-протеобактерии

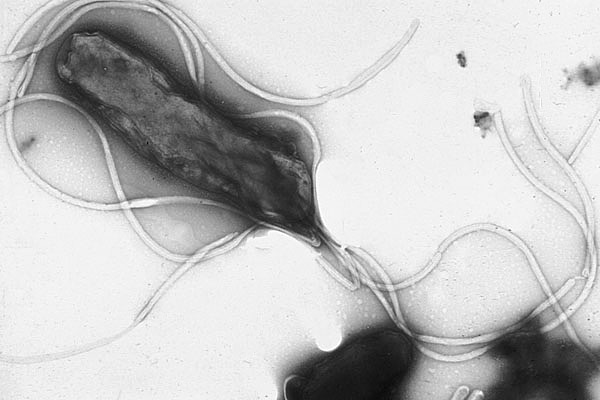
Helicobacter pylori

Сюда входит порядок Campylobacterales с семействами Campylobacteraceae и Helicobacteraceae, в том числе важный с геохимической точки зрения род Sulfurospirillum, возбудитель язвы человека Helicobacter pylori. Также сюда входят симбионты пищеварительного тракта жвачных животных Wolinella.